# Gyoides himaldispersus
Gyoides himaldispersus is een hooiwagen uit de familie Sclerosomatidae.